# Ribeaucourt (Somma)
Ribeaucourt – miejscowość i gmina we Francji, w regionie Hauts-de-France, w departamencie Somma.
Według danych na rok 2010 gminę zamieszkiwało 235 osób, a gęstość zaludnienia wynosiła 43 osoby/km².